# 雅士頓馬田DB5
阿斯顿·马丁DB5（英語：Aston Martin DB5，簡稱DB5），是英國跑車品牌阿斯顿·马丁製造，由意大利著名設計工作室Carrozzeria Touring Superleggera所設計的豪華旅行車。DB5於1963年推出市場，共生產了1,023輛，取代原有的阿斯顿·马丁DB4，DB為當時公司東主大衛·布朗爵士的簡稱。DB5曾經亮相於1964年占士邦電影《鐵金剛大戰金手指》，是較為知名的007的座駕。

## 占士邦電影
DB5曾出現於多部占士·邦系列電影中，包括《鐵金剛大戰金手指》（1964年）、《鐵金剛勇戰魔鬼黨》（1965年）、《新鐵金剛之金眼睛》（1995年）、《新鐵金剛之明日帝國》（1997年）、《新鐵金剛之黑日危機》（1999年）、《新鐵金剛智破皇家賭場》（2006年）《新鐵金剛：智破天凶城》（2012年）、《007：鬼影帝國》（2015年）、《007：无暇赴死》（2021）。

## 圖片集

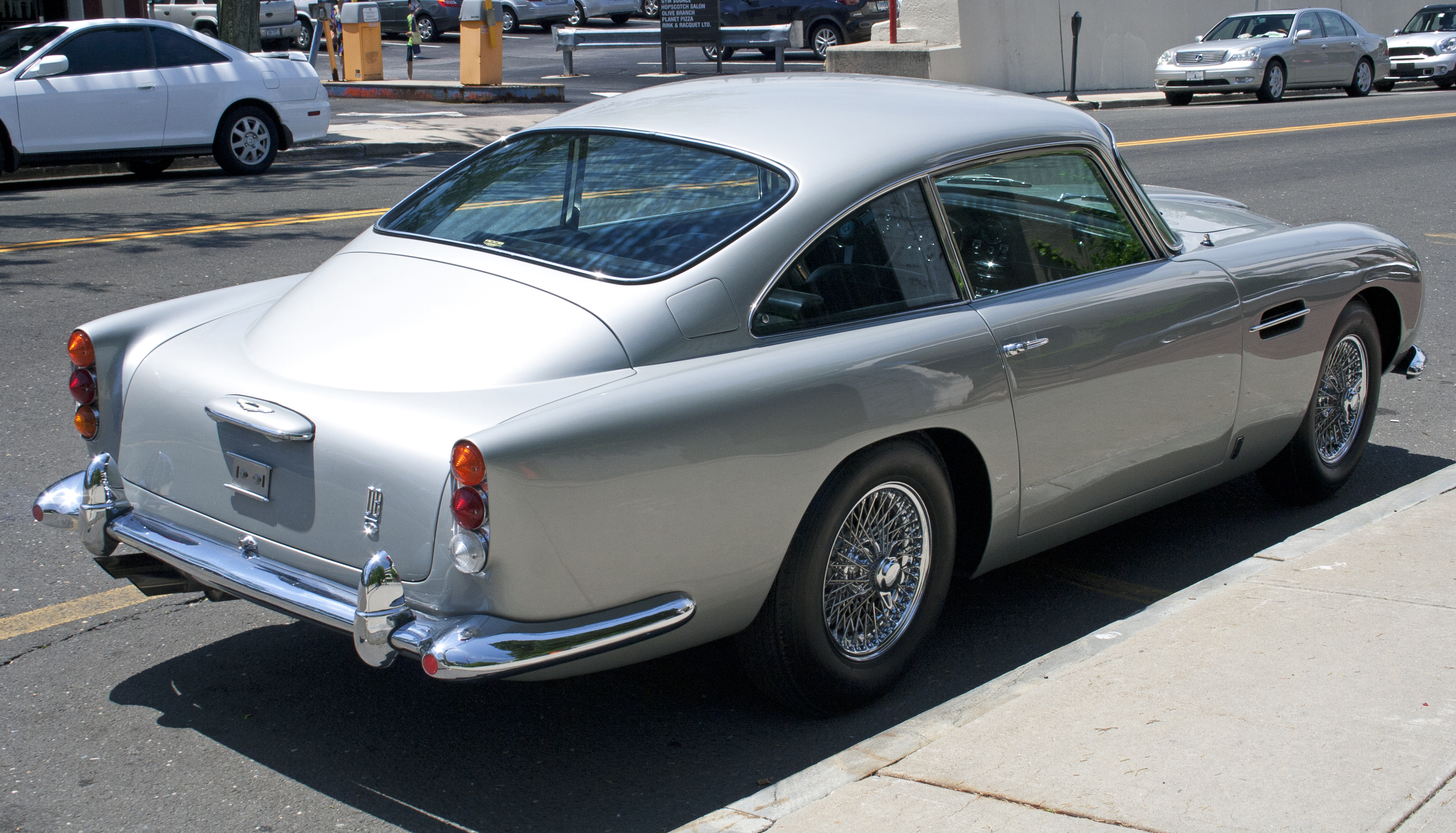
車尾
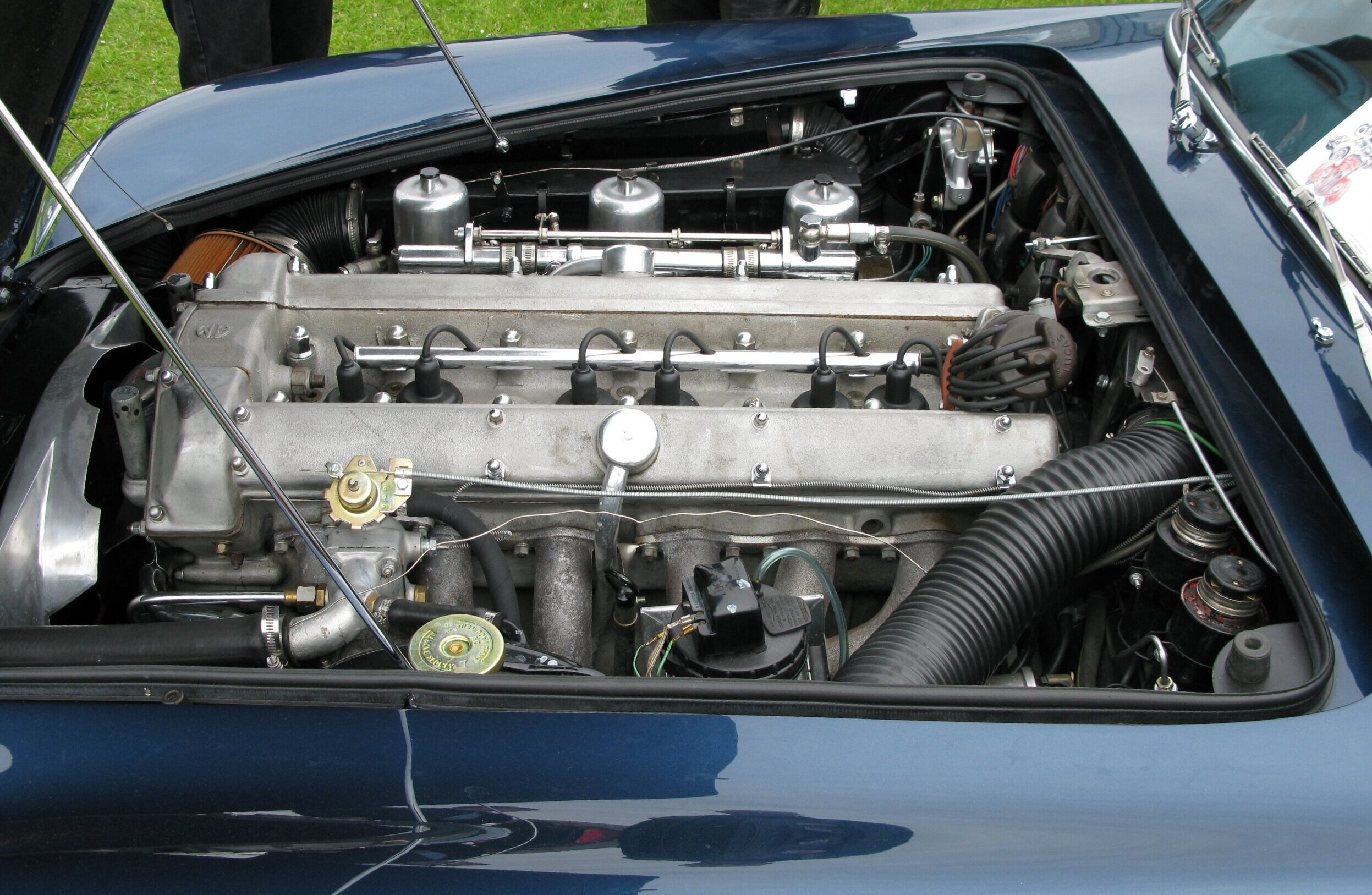
引擎
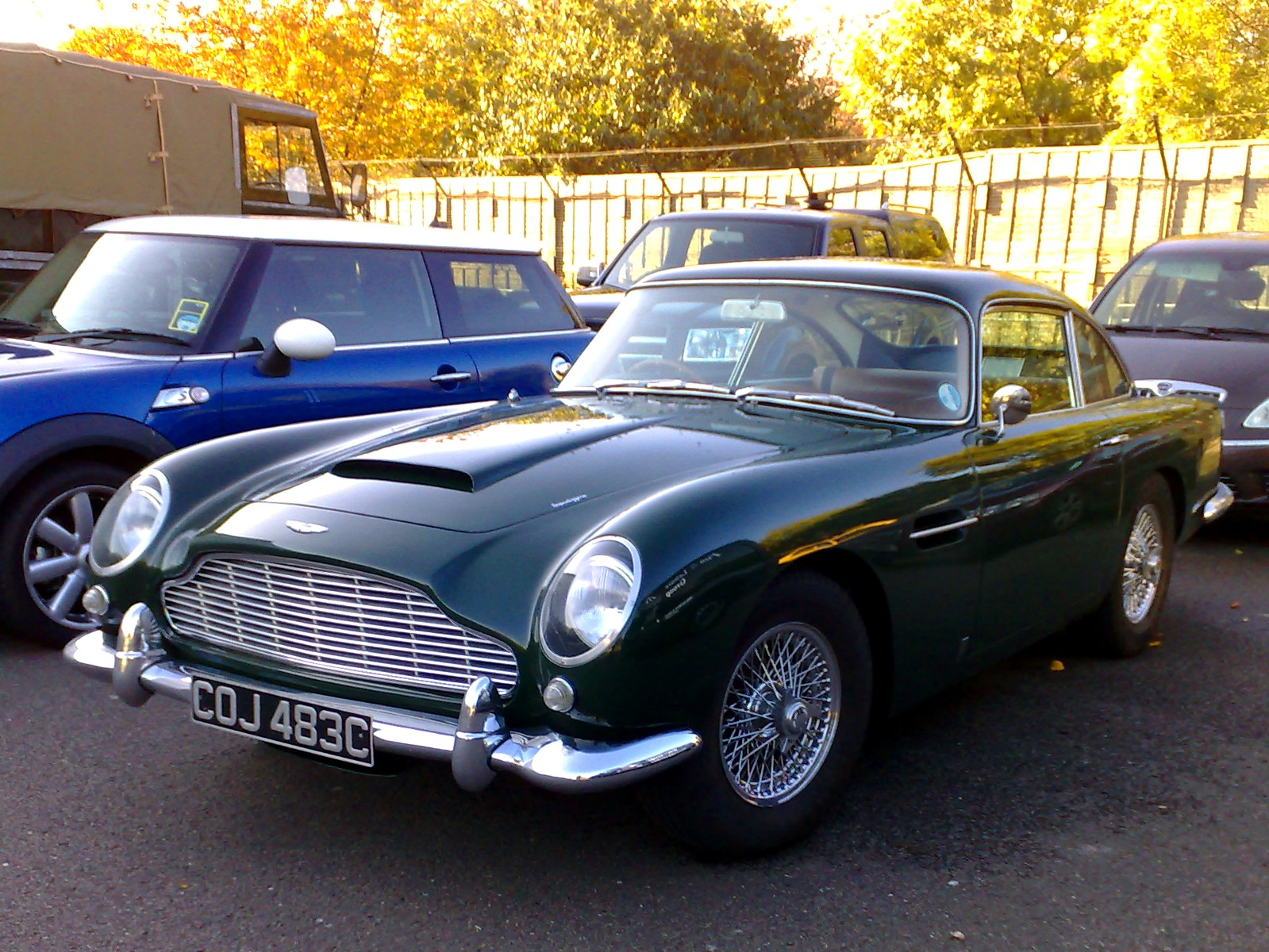
阿斯顿·马丁DB5 Vantage
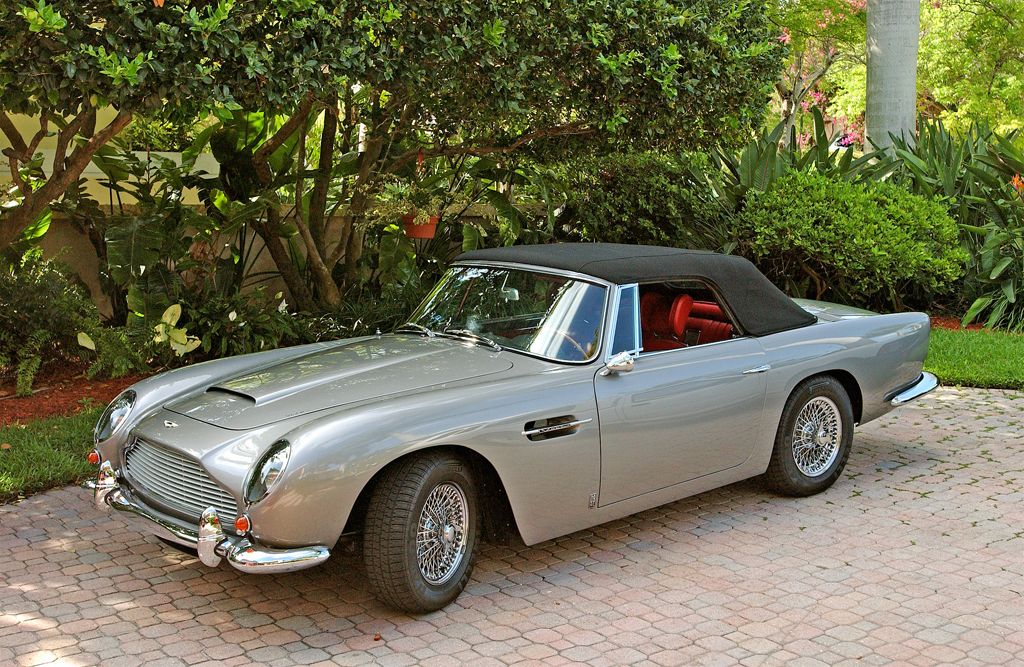
阿斯顿·马丁DB5開篷車
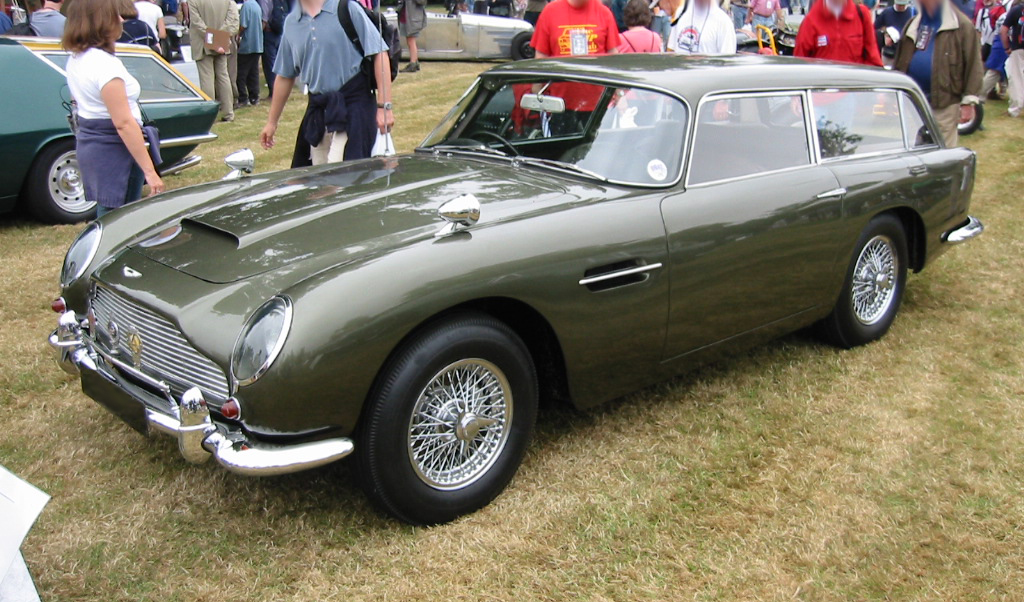
阿斯顿·马丁DB5獵裝車
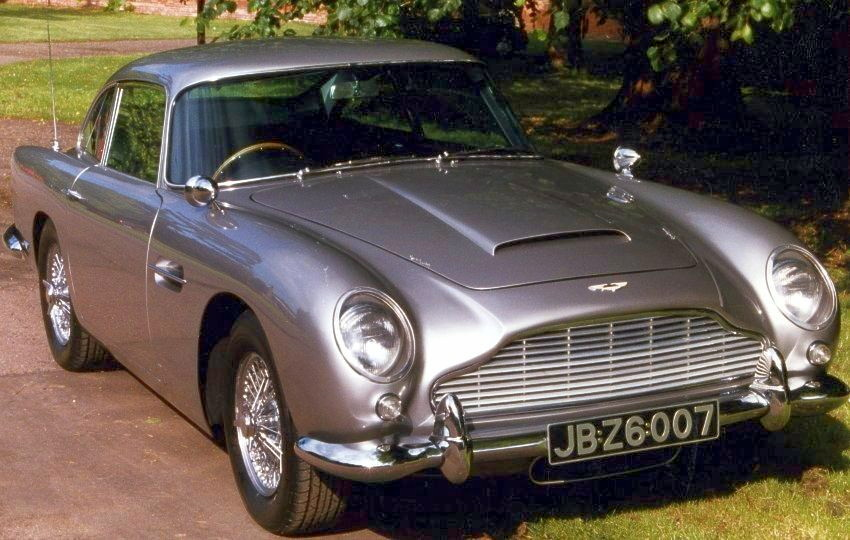
占士·邦系列電影中的DB5－車牌號碼「JBZ6007」

## 外部連結
- Aston Martin DB5 on Objectbook – Aston Martin DB5 resource
- Aston Martin DB5 （页面存档备份，存于） InternetMovieCarsDatabase.org
- An original sales brochure for the DB5 Aston.co.uk
- Period DB5 sales literature and specification brochure Aston.co.uk
- Period original 1964 DB5 sales brochure Aston.co.uk
- 1964 Aston Martin DB5 saloon/convertible full specification Aston.co.uk
- Full 1964 DB5 price list Aston.co.uk